# Тома Меније
Тома Меније (хол. Thomas Meunier; 12. септембар 1991) белгијски је фудбалер, који тренутно игра за Борусију Дортмунд.

## Клупска каријера
Играо је за трећелигаша Виртона у периоду од 2009. до 2011. године. Крајем 2011. године прелази у Клуб Бриж. У првој утакмици сезоне 2011/12. играо је у последњих двадесет минута против Вестерлоа. Први подогак је постигао против Де Кемпанена. Одиграо је свих 90 минута у завршници белгијског купа против Андерлехта у сезони 2014/15, када је Клуб Бриж освојио свој први трофеј од 2007. године. Са Брижом је освојио још и белгијско првенство. У 149 наступа за клуб Меније је постигао 14 голова.
Са француским Париз Сен Жерменом је у јулу 2016. године потписао четворогодишњи уговор. Белгијски репрезентативац је дебитовао против Реал Мадрида у пријатељској утакмици у јулу 2016. године. Након што је ушао са клупе, Меније је дао и два поготка против Лос Бланкоса за финале 1:3. У августу 2016. године дебитовао је у Лиги 1 против АС Монака. Након сат времена је ушао као замена за Давида Луиза. У Лиги шампиона донео је победу против Базела са голом у 90. минуту на Ст. Јакоб-Парку. Овом победом је француски клуб осигурао пролазак у нокаут фазу Лиге шампиона.
Дана 25. јуна 2020, саопштено је да ће Тома Меније од следеће сезоне носити дрес Борусије из Дортмунда. Према уговору, он би требало да на Вестфалену остане до 2024. године.

## Репрезентација
За белгијску фудбалску репрезентацију дебитовао је 14. новембра 2013. године у поразу против Колумбије.
У мају 2016. је објављено да се Меније налази на списку фудбалера за Европско првенство у Француској. Започео је Европско првенство у првих једанаест у прве две победе против Ирске и Шведске. Такође је добио шансу да игра у осмини финала против Мађарске. Белгија је поражена у четвртфиналу од Велса на Европском првенству у Француској. 
У новембру 2016. Меније постиже први погодак за „црвене ђаволе” у квалификацијама за Светско првенство 2018. године против Естоније. За квалификациони меч против Грчке и пријатељски меч против Русије у марту 2017. Роберто Мартинез није могао да рачуна на Меније због повреде. Пет голова за белгијску фудбалску репрезентацију је постигао у квалификацијама за Светско првенство 2018. године, а један на Светском првенству против Енглеске у мечу за треће место.
Селектор Мартинез га је уврстио међу 23 фудбалера Белгије за Светско првенство 2018. године у Русији.

### Голови за репрезентацију
Голови Менијеа у дресу са државним грбом
| Бр. | Датум              | Место           | Противник           | Гол | Резултат | Такмичење                                 |
| --- | ------------------ | --------------- | ------------------- | --- | -------- | ----------------------------------------- |
| 1   | 14. новембар 2016. | Брисел          | Естонија            | 1:0 | 8:1      | Квалификације за Светско првенство 2018.  |
| 2   | 31. август 2017.   | Лијеж           | Гибралтар           | 2:0 | 9:0      | Квалификације за Светско првенство 2018.  |
| 3   | 31. август 2017.   | Лијеж           | Гибралтар           | 7:0 | 9:0      | Квалификације за Светско првенство 2018.  |
| 4   | 31. август 2017.   | Лијеж           | Гибралтар           | 8:0 | 9:0      | Квалификације за Светско првенство 2018.  |
| 5   | 7. октобар 2017.   | Сарајево        | Босна и Херцеговина | 1:0 | 4:3      | Квалификације за Светско првенство 2018.  |
| 6   | 14. јул 2018.      | Санкт Петербург | Енглеска            | 1:0 | 2:0      | Светско првенство 2018.                   |
| 7   | 13. октобар 2019.  | Нур Султан      | Казахстан           | 2:0 | 2:0      | Квалификације за Европско првенство 2020. |

## Статистика каријере

### Репрезентативна
Статистика до 24. март 2021.
| Белгија | Белгија | Белгија |
| Година  | Наступи | Голови  |
| ------- | ------- | ------- |
| 2013    | 2       | 0       |
| 2014    | 1       | 0       |
| 2015    | 2       | 0       |
| 2016    | 10      | 1       |
| 2017    | 6       | 4       |
| 2018    | 15      | 1       |
| 2019    | 4       | 1       |
| 2020    | 4       | 0       |
| 2021    | 1       | 0       |
| Укупно  | 45      | 7       |

## Приватни живот
Меније је у вези са Дебором Панзокуом, коју познаје од средње школе. У децембру 2015. Дебора је родила дечака, по имену Ландрис.

## Трофеји
Клуб Бриж
- Прва лига Белгије (1) : 2015/16.
- Куп Белгије (1) : 2014/15.

Париз Сен Жермен
- Лига 1 (3) : 2017/18,[20] 2018/19[21] , 2019/20.[22]
- Куп Француске (1) : 2017/18.[23]
- Лига куп Француске (3) : 2016/17, 2017/18, 2019/20
- Суперкуп Француске (3) : 2016, 2017, 2019.[24]

Борусија Дортмунд
- Куп Немачке (1) : 2020/21.